# Francisco Noa
Francisco Noa (Inhambane, Moçambique, 22 de maio de 1962), é um ensaísta crítico literário, professor universitário e pesquisador moçambicano.

## Trajectória
Noa é doutorado em Literaturas Africanas de Língua Portuguesa (2001) pela  Universidade Nova de Lisboa, onde também fez o mestrado (1995) e a licenciatura. É professor e pesquisador convidado em várias universidades, incluindo Universidade Eduardo Mondlane (Moçambique), Universidade de Santiago de Compostela (Espanha), Universidade de Abidjan (Costa do Marfim), Universidade de Montes Claros e PUCRS (Brasil), Sorbonne Nouvelle (França), Universidade Agostinho Neto (Angola), Universidade de Coimbra (Portugal) e Universidade de Genebra (Suiça). É investigador associado do Centro de Estudos Sociais da Universidade de Coimbra.
Possui uma sólida experiência de gestão em instituições de ensino superior, tendo ocupado o cargo de Reitor da Universidade Lúrio entre 2015 e 2020. Foi também director executivo do Centro de Estudos Sociais Aquino de Bragança (CESAB), director científico e pedagógico no ISPU e vice-reitor do ISCTEM. É membro de várias instituições e associações internacionais, como Centre de Recherche sur les Pays Lusophones (CREPAL) – Sorbonne Nouvelle – Paris; International Advisory Board of CLCWeb: Comparative Literature and Culture – Purdue University (USA); Conselho Editorial da Revista Scripta, do Programa de Pós-graduação em Letras da PUC Minas; Centro de Estudos Luso-afro—brasileiro (CESPUC) – Brasil; Associação Internacional de Lusitanistas. 
Projectos de investigação científica interdisciplinar na área de ciências sociais e humanas. Coordenação e participação em projectos de pesquisa científica em Moçambique e no exterior. Larga experiência de consultoria na área de comunicação, liderança e planeamento estratégico para o ensino superior. 
Tem desenvolvido pesquisas sobre  temas ligados a identidades culturais, literatura moçambicana, Oceano Índico, memória, colonialidade, nacionalidade, transnacionalidade e transcolonialidade literária. Igualmente, Noa pesquisa sobre temas relacionados ao ensino superior, gestão da qualidade do ensino, promoção e avaliação de leitura e da escrita a nível do ensino primário e secundário.
Autor de centenas de artigos e de várias obras de ensaios sobre literatura, educação e cidadania.
Tem sido membro de júris de literatura como o Prêmio Camões (2006, 2007, 2024) e o Prêmio Oceanos (2018, 2019, 2021, 2022). Participou na criação de bibliotecas comunitárias em Sofala e Manica (2007-2008). Também foi fundador e director de publicações científicas (Humanitas) e literárias (Proler). 
Desde março de 2023, Noa é Membro Correspondente Estrangeiro da Academia das Ciências de Lisboa.
Em 2014, foi galardoado com o Prémio BCI de Literatura pela obra Perto do Fragmento, a Totalidade. Olhares sobre a literatura e o mundo (2012).

## Obras
- Literatura Moçambicana. Memória e Conflito (1997). Imprensa Universitária.
- A Escrita Infinita (1998). Livraria Universitária. 2ª edição, Ndjira, 2013.
- Império, Mito e Miopia. Moçambique como Invenção Literária (2002). Caminho. BCI Literature Prize, 2014.
- A Letra, a Sombra e a Água (2008) . Texto Editores.
- Perto do Fragmento, a Totalidade. Olhares sobre a literatura e o mundo (2012). Ndjira.
- Uns e Outros na Literatura Moçambicana – Ensaios (2016)
- Memória, Cidade e Literatura (2019) - Org. Margarida Calafate Ribeiro & Francisco Noa
- Além do Túnel: Ensaios e Travessias (2020)
- José Craverinha, esse Mandarim (2025)

## Prêmios
- 2015: Prémio BCI - AEMO (Associação de Escritores Moçambicanos) de Literatura, pelo livro de ensaios Perto do Fragmento, a Totalidade. Olhares sobre a literatura e o mundo